# یارمو وینانن
یارمو وینانن (انگلیسی: Jarmo Viinanen؛ زادهٔ ۲۳ فوریهٔ ۱۹۵۹) یک دیپلمات فنلاندی است. یارمو تا سال ۲۰۱۶ سفیر فنلاند در سوئد بود و در سال ۲۰۱۳ رئیس هیئت اجرایی یونیسف شد. علاوه بر این، وینانن از سال ۱۹۹۷ تا ۱۹۹۸، دبیر اول بخش روابط تجارت خارجی وزارت امور خارجه فنلاند بود. وینانن از ۱۹۹۸ تا ۲۰۰۰ مشاور وزیر امور خارجه شد. او بین سال‌های ۲۰۰۰ و ۲۰۰۵ به عنوان مشاور دیپلماتیک یازدهمین رئیس‌جمهور فنلاند تاریا هالونن و همچنین معاون دبیرکل و معاون نخست‌وزیر شد، وی همچنین از سال ۲۰۰۵ تا ۲۰۰۹ در سمت مشاور دیپلماتیک نخست‌وزیر تاریا هالونن خدمت کرد. وینانن بین ۸ آوریل ۲۰۰۹ و ۲۰۱۴ به عنوان نماینده دائمی فنلاند در سازمان ملل متحد خدمت کرد.
وینانن تحصیلات خود را در دانشگاه تورکو با مدرک کارشناسی ارشد در رشته علوم سیاسی در سال ۱۹۸۷ دریافت نمود.